# Szwadron czołgów rozpoznawczych dywizjonu rozpoznawczego 10 BK
Szwadron czołgów rozpoznawczych dywizjonu rozpoznawczego 10 BK – pododdział broni pancernych Wojska Polskiego.
Szwadron wchodził w skład Dywizjonu Rozpoznawczego 10 Brygady Kawalerii w Rzeszowie.

## Działania bojowe
Mobilizacja
Szwadron został zmobilizowany w ramach mobilizacji alarmowej w grupie "czarnej" przez 2 batalion pancerny w Żurawicy planowo do 27 sierpnia 1939 roku, faktycznie szwadron został zmobilizowany w pierwszej dekadzie sierpnia i dołączył do dywizjonu na koncentracji letniej poza Rzeszowem w rejonie wsi Czudec, Nowa Wieś, Folwark Babica. W dniu 15 sierpnia dywizjon rozpoznawczy wraz z nim szwadron czołgów rozpoznawczych został przegrupowany w pobliże Krakowa do miejscowości Liszki. Tam po otrzymaniu ostatnich uzupełnień 27 sierpnia osiągnął pełną gotowość do działań. Wyposażony był w 9 czołgów TKF z km wz. 25 i 4 TKF z nkm wz. 38.
Działania bojowe szwadronu czołgów rozpoznawczych
1 września 1939 roku szwadron dokonał przemarszu do rejonu Skomielnej Górnej, którą osiągnął ok. godz.17.00. 2 września od godz.9.00 szwadron czołgów rozpoznawczych bez 2 plutonu, wzmocniony dwoma działami samobieżnymi TKS-D i sekcją motocyklistów dozorował odcinek od Skawy Dolnej do Naprawy. 2 pluton wspierał szwadron strzelców w walce na wzg. 523 w pobliżu Naprawy. W godzinach popołudniowych szwadron był atakowany przez niemieckie lotnictwo. Wieczorem odjechał do odwodu brygady wraz z resztą dywizjonu rozpoznawczego. 3 września 1 pluton czołgów wspierał pododdziały 1 pułku piechoty KOP ppłk. Wójcika w rejonie Mszany Dolnej, a następnie wraz z nim wycofał się do Szczyzyca, gdzie 4 września dołączył do macierzystego szwadronu. Dywizjon rozpoznawczy wraz z pozostałością szwadronu czołgów TKF 3 września wypoczywał i naprawiał sprzęt jako odwód brygady w pobliżu Dobczyc, po czym wykonał nocny marsz 3/4 września do Szczyzca. Stacjonując tam 5 września podjął patrolowanie dróg do Tymbarka, stoczył potyczkę z wrogiem na wzg. 435,2. Pozostała część szwadronu wycofała się ze Szczyzca pod naciskiem nieprzyjaciela. 6 września szwadron wycofywał się oddzielnie od dywizjonu rozpoznawczego. Dołączył do dywizjonu rozpoznawczego w godzinach wieczornych w Sobolowie. 7 września pancerniacy wraz z dywizjonem odtwarzali zdolność bojową w lesie w rejonie folwarku Osice.
8 września w składzie macierzystego dywizjonu osłaniał wycofanie się 10 BK, jako straż tylna w kierunku Głogowa Małopolskiego. Szwadron wraz ze 121 kompanii czołgów lekkich ubezpieczał przemarsz taborów brygady przez polne drogi i przez miasto Radomyśl Wielki w kierunku Głogowa Małopolskiego. Od 9 do 14 września szwadron czołgów rozpoznawczych ochraniał samochody taboru dywizjonu rozpoznawczego i wraz z nimi po zatarasowanych drogach dotarły do Kolbuszowej. W Kolbuszowej błędnie pokierowany przez żandarmerię odłączyły się od dywizjonu. Szwadron wraz z taborami skierował się na Sokołów i po kilku dniach błądzenia dołączył do odpoczywającego dywizjonu rozpoznawczego w Żółkwi. W trakcie poszukiwań macierzystej jednostki szwadron stoczył kilka potyczek z niemieckimi patrolami pancerno-motorowymi. Ze względu, że w szwadronie pozostało tylko część stanu etatowego czołgów, szwadron czołgów dywizjonu rozpoznawczego włączono do 101 samodzielnej kompanii czołgów rozpoznawczych por. Z. Ziemskiego. Od tego dnia pozostałości szwadronu dzieliły dalsze losy ze 101 skczr.

## Organizacja szwadronu
- dowódca szwadronu i poczet dowódcy
- I pluton czołgów (dowódca plutonu + 2 półplutony po 2 czołgi + patrol reperacyjny)
- II pluton czołgów
- drużyna gospodarcza

Dowódca szwadronu = dowódca szwadronu (rotmistrz), strzelec czołgu (kapral), kierowca czołgu (st.panc.), kierowca samochodowo-motocyklowy (panc.), ordynans-osobisty (panc.), 1 czołg rozpoznawczy + 1 samochód łazik.
Dowódca plutonu = dowódca plutonu (por./ppor.), strzelec czołgu (kpr.), kierowca czołgu (st.panc.), kierowca samochodowo-motocyklowy (panc.), ordynans-osobisty (panc.), 1 czołg rozpoznawczy + 1 motocykl z wózkiem.
Stan etatowy szwadronu:
- 3 oficerów (dowódca szwadronu i 2 dowódców plutonów);
- 22 podoficerów (wachmistrz-szef, podoficer sprzętowy i 2 zastępców dowódców plutonów, podoficer gospodarczy, rusznikarz-podoficer broni i przeciwgazowy, 2 dowódców półplutonów, 2 mechaników czołgowych i 5 strzelców czołgów, 4 dowódców czołgów, 2 elektromechaników czołgowych, sanitariusz);
- 31 szeregowych (goniec, 13 kierowców czołgów, 1 kierowca motocyklowy, 3 kierowców samochodowo-motocyklowych, 4 kierowców samochodowych, 2 kucharzy, 3 ordynansów, 4 pomocników kierowców).

Sprzęt etatowy szwadronu: 13 czołgów rozpoznawczych, 1 samochód łazik, 2 samochody ciężarowe, 2 samochody do przewozu czołgów, 1 przyczepka benzynowa, 2 przyczepki towarzyszące, 1 przyczepa kuchnia (typ IV), 3 motocykle z wózkiem.
Uzbrojenie etatowe szwadronu:
3 pistolety oficerów (nie wyszczególnione w etacie), 24 karabinki z bagnetami, 28 pistoletów, 29 bagnetów (tzw. luźnych), 13 ckmów (w czołgach).
Faktycznie szwadron posiadał 9 ciężkich karabinów maszynowych i 4 najcięższych karabinów maszynowych jako uzbrojenie pokładowe czołgów, czołgi rozpoznawcze TKF, samochód łazik PF 518, samochody ciężarowe PF 621L, motocykle z wózkiem Sokół 600.

## Obsada szwadronu[6]
- dowódca szwadronu – rtm. Lucjan Pruszyński
- dowódca I plutonu czołgów – por. rez. br. panc. Wacław Kamiński
- dowódca II plutonu czołgów – sierż. pchor. br. panc. (ppor.) Stefan Zmroczek

ponadto: plut. pchor. br. panc. Adam Głowacki.
Szwadron został zorganizowany dla dywizjonu przez 2 Batalion Pancerny z Żurawicy prawdopodobnie w 1937. Ze względu na brak miejsca w koszarach w Rzeszowie, szwadron stacjonował w Żurawicy.